# Bozzetto
| Bozzetto i terracotta för Thomas Quellinus byst föreställande köpmannen och rådsherren Thomas Fredenhagen. |  | Den fullbordade bysten i marmor. |
| Bozzetto i terracotta för Thomas Quellinus byst föreställande köpmannen och rådsherren Thomas Fredenhagen. |  | Den fullbordade bysten i marmor. |

Bozzetto (av italienska bozzo "grov sten") är en liten, tredimensionell skiss i vax, lera, stuck eller gips som förarbete till en större modello, efter vilken den slutliga skulpturen utförs.
Bozzetto betecknar även en snabb skiss i oljefärg eller dylikt som hos till exempel Rubens var avsedd som förarbete till en större målning. Ofta gjordes även i detta fall en mer genomarbetad modello.